# Athetis dissimilis
Athetis dissimilis är en fjärilsart som beskrevs av George Francis Hampson 1909. Athetis dissimilis ingår i släktet Athetis och familjen nattflyn. Inga underarter finns listade i Catalogue of Life.